# محمدمهدی کرمی (نماینده مجلس)
محمد مهدی کرمی (زاده ۱۳۲۷ اهواز) سیاست‌مدار ایرانی است، که در دوره اول مجلس شورای اسلامی به‌عنوان نماینده حوزهٔ انتخابیهٔ دشت آزادگان، از استان خوزستان در مجلس شورای اسلامی حضور داشت.